# Gymnolomia
Gymnolomia là một chi thực vật có hoa trong họ Cúc (Asteraceae).

## Loài
Chi Gymnolomia gồm các loài: